# جریان بحرانی

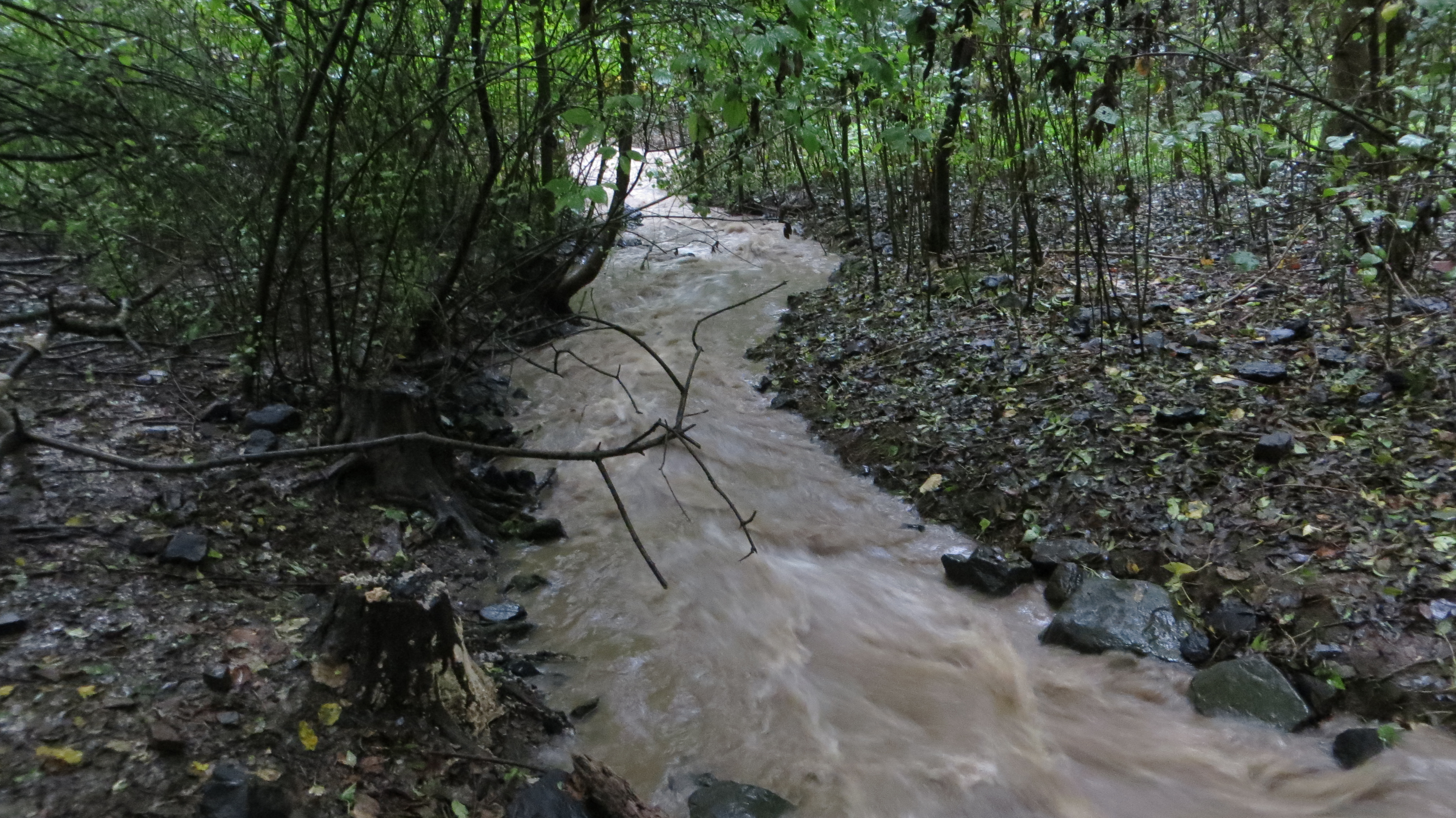
Nathebach پس از باران شدید در سپتامبر 2014

جریان بحرانی یا شارش ابَربحرانی (به انگلیسی: Supercritical flow) در مکانیک سیالات، گونه‌ای از جریان سیال است که در آن، اثر نیروی گرانش و نیروی شتاب‌دهنده با یکدیگر برابر است. در این جریان، عدد فرود برابر با یک است. عدد فرود بزرگ‌تر از یک نشان دهنده جریان فوق بحرانی و عدد فرود کوچک‌تر از یک، بیانگر جریان زیر بحرانی است.
جریان بحرانی را می‌توان با پدیدهٔ انتشار موج در جریان کم‌عمق نیز تحلیل کرد. اگر سرعت جریان به گونه‌ای باشد که یک موج تشکیل شده، هم به سمت بالادست و هم به سمت پایین‌دست حرکت کند، جریان زیر بحرانی است و اگر موج تنها به سمت پایین‌دست حرکت کند، جریان فوق بحرانی خواهد بود.

## تعریف
در تحلیل ابعادی، برای توصیف برخی از پدیده‌های فیزیکی از پارامترهای بی‌بعد استفاده می‌شود. پارامتری که برای توصیف جریان سیال زیر اثر همزمان نیروهای شتاب‌دهنده و گرانش وجود دارد، عدد فرود است که در مهندسی هیدرولیک به صورت زیر تعریف می‌شود:
{\displaystyle Fr={\frac {v}{\sqrt {gD}}}}
که در آن، v سرعت سیال و D عمق هیدرولیکی مقطع کانال است.
در تقسیم‌بندی انواع جریان بر پایهٔ عدد فرود، جریان بحرانی به عنوان جریانی که عدد فرود آن برابر با یک باشد، تعریف می‌شود. به بیان ریاضی در جریان بحرانی رابطهٔ زیر برقرار است:
{\displaystyle Fr=1\Rightarrow v^{2}=gD}
بر پایهٔ این تعریف، دو گونهٔ دیگر جریان نیز معرفی می‌شوند:
- جریان فوق بحرانی: جریانی است که عدد فرود آن بیشتر از یک باشد (Fr>1).
- جریان زیر بحرانی: جریانی است که عدد فرود آن کمتر از یک باشد (Fr<1).

## تحلیل بر اساس سرعت موج
سرعت موج (c) در آب کم‌عمق از رابطهٔ زیر به دست می‌آید:
{\displaystyle c={\sqrt {gy}}}
که در آن، y عمق جریان است. با جایگذاری سرعت موج در تعریف عدد فرود، نتیجه می‌شود:
{\displaystyle Fr={\frac {v}{c}}}
تحلیل نوع جریان بر پایهٔ سرعت موج
- بر پایهٔ رابطهٔ بالا اگر سرعت جریان با سرعت موج برابر باشد، جریان بحرانی شکل می‌گیرد. بنابراین موج روی جریان با همان سرعت به سوی پایین‌دست حرکت می‌کند.
- اگر سرعت جریان از سرعت موج بیشتر باشد (جریان فوق بحرانی)، جریان موج را با خود می‌برد و بنابراین موج نمی‌تواند به سوی بالادست جریان حرکت کند. در این حالت، هر پدیده‌ای که در جریان رخ دهد، تنها پایین‌دست خود را تحت تأثیر قرار می‌دهد. به این دلیل، تحلیل جریان فوق بحرانی از بالادست آغاز می‌شود.
- از سوی دیگر، در صورتی که سرعت جریان از سرعت موج کمتر باشد (جریان زیر بحرانی)، موج می‌تواند به سوی بالادست نیز منتشر شود. در این حالت، پدیده‌هایی که در جریان رخ می‌دهند، روی بالادست خود نیز اثر می‌گذارند. بنابراین تحلیل جریان زیر بحرانی از پایین‌دست انجام می‌شود.[۵]

## کاربرد
تحلیل نوع جریان در طراحی کانال‌ها اهمیت دارد. معمولاً کانال‌ها برای جریان زیر بحرانی طراحی می‌شوند. فوق بحرانی بودن جریان (که نتیجهٔ بالا بودن سرعت جریان است) می‌تواند باعث فرسایش و آبشستگی شود.